# Премія «Сезар» за найкращий короткометражний анімаційний фільм
Премія «Сезар» за найкращий короткометражний анімаційний фільм (фр. César du meilleur court métrage d'animation) — одна з нагород Академії мистецтв та технологій кінематографа Франції у рамках національної кінопремії «Сезар», яку присуджували з 1977 по 1990-й роки включно. З 1992 короткометражні анімаційні фільми були представлені у категорії за найкращий короткометражний фільм, разом з ігровими та документальними стрічками. 2011 року була заснована нова категорія за найкращий анімаційний фільм, в якій відображені як короткометражні, так і повнометражні анімаційні стрічки. 2014 року нагородження у категорії за найкращий короткометражний анімаційний фільми було поновлено.

## Лауреати та номінанти
Імена переможців виділено окремим кольором

### 1970-і
| Церемонія   | Фільм (оригінальна назва)                         | Українська назва                     | Режисер(и)                 |
| ----------- | ------------------------------------------------- | ------------------------------------ | -------------------------- |
| 2-га (1977) | • Un comédien sans paradoxe                       |                                      | Робер Лапужад              |
| 2-га (1977) | • Bactéries nos amies                             | Бактерії — наші друзі                | Мішель Боше                |
| 2-га (1977) | • Déjeuner du matin                               | Сніданок уранці                      | Патрік Бокановський        |
| 2-га (1977) | • L'empreinte                                     |                                      | Жак Кардон                 |
| 2-га (1977) | • Oiseau de nuit                                  | Нічна сова                           | Бернар Паласіос            |
| 2-га (1977) | • La Rosette arrosée                              |                                      | Поль Допфф                 |
| 3-тя (1978) | • Rêve                                            | Мрія                                 | Петер Фолдс                |
| 3-тя (1978) | • Fracture                                        | Перелом                              | Гаетан Бріззі, Поль Бріззі |
| 3-тя (1978) | • Kubrick à brac                                  |                                      | Домінік Роше               |
| 3-тя (1978) | • La nichée                                       | Пташеня                              | Жерар Коллін               |
| 3-тя (1978) | • Mordillissimo                                   | Морділіссімо                         | Роже Баурін                |
| 4-та (1979) | • La Traversée de l'Atlantique à la rame          | На веслах через океан                | Жан-Франсуа Лагуньє        |
| 4-та (1979) | • L'anatomiste                                    | Анатом                               | Ів Бранголо                |
| 4-та (1979) | • Le phénomène                                    | Явище                                | Поль Допфф                 |
| 5-та (1980) | • Demain la petite fille sera en retard à l'école | Завтра дівчинка запізниться до школи | Мішель Боше                |
| 5-та (1980) | • Barbe bleue                                     | Синя борода                          | Олів'є Гільон              |
| 5-та (1980) | • Les troubles fêtes                              | Каламутні свята                      | Бернар Паласіос            |

### 1980-і
| Церемонія    | Фільм (оригінальна назва)                | Українська назва                         | Режисер(и)                               |
| ------------ | ---------------------------------------- | ---------------------------------------- | ---------------------------------------- |
| 6-та (1981)  | • Le manège                              | Карусель                                 | Жан-П'єр Жене                            |
| 6-та (1981)  | • Le réveil                              | Пробудження                              | Жан-Крістоф Віллар                       |
| 6-та (1981)  | • Les Trois Inventeurs                   | Троє винахідників                        | Мішель Осело                             |
| 7-ма (1982)  | • La tendresse du maudit                 | Проклята ніжність                        | Жан-Мануель Коста                        |
| 7-ма (1982)  | • L'échelle                              | Масштаб                                  | Ален Уґетто                              |
| 7-ма (1982)  | • Trois thèmes                           | Три настрої                              | Олександр Алексєєв                       |
| 8-ма (1983)  | • La Légende du pauvre bossu             | Легенда про бідного горбаня              | Мішель Осело                             |
| 8-ма (1983)  | • Chronique 1909                         | Хроніка 1909                             | Гаетан Бріззі, Поль Бріззі               |
| 8-ма (1983)  | • Sans préavis                           | Без попередження                         | Мішель Ґотьє                             |
| 9-та (1984)  | • Le voyage d'Orphée                     | Подорож Орфея                            | Жан-Мануель Коста                        |
| 9-та (1984)  | • Au-delà de minuit                      | После опівночі                           | П'єр Барлетта                            |
| 9-та (1984)  | • Le sang                                | Кров                                     | Жак Руксель                              |
| 10-та (1985) | • La Boule                               | Куля                                     | Ален Уґетто                              |
| 10-та (1985) | • L'invité                               | Гість                                    | Гай Жак                                  |
| 10-та (1985) | • Ra                                     | Ра                                       | Тьєррі Бартез, П'єр Жамен                |
| 11-та (1986) | • L'Enfant de la haute mer               | Дитина відкритого моря                   | Патрік Деньє                             |
| 11-та (1986) | • La campagne est si belle               | Така красива сільська місцевість         | Мішель Ґотьє                             |
| 11-та (1986) | • Contes crépusculaires                  | Похмурі казки                            | Ів Шарні                                 |
| 12-та (1987) | Нагороду в цій категорії не присуджували | Нагороду в цій категорії не присуджували | Нагороду в цій категорії не присуджували |
| 13-та (1988) | • Le petit cirque de toutes les couleurs | Маленький цирк усіх кольорів             | Жак-Ремі Жерар (Патрік Деньє)?           |
| 13-та (1988) | • Transatlantique                        | Трансатлантичний                         | Брюс Кребс                               |
| 14-та (1989) | • L'escalier chimérique                  | Химерні сходи                            | Даніель Гіонне                           |
| 14-та (1989) | • Le travail du fer                      | Робота заліза                            | Селія Каннінґ, Нері Катіно               |
| 14-та (1989) | • La Princesse des diamants              |                                          | Мішель Осело                             |
| 15-та (1990) | • Le porte-plume                         | Ручка                                    | Марі-Крістін Перроден                    |
| 15-та (1990) | • Sculpture sculptures                   | Скульптура скульптури                    | Жан-Луп Фелісіолі                        |

### 2010-і
| Церемонія    | Фільм (оригінальна назва)                 | Українська назва                  | Режисер(и)                              |
| ------------ | ----------------------------------------- | --------------------------------- | --------------------------------------- |
| 39-та (2014) | • Mademoiselle Kiki et les Montparnos     | Кікі з Монпарнаса                 | Амелі Арро                              |
| 39-та (2014) | • Lettres de femmes                       | Жіночі листи                      | Аугусто Зановелло                       |
| 40-ва (2015) | • Les Petits Cailloux                     |                                   | Хлоя Мазло                              |
| 40-ва (2015) | • Bang Bang !                             |                                   | Жульєн Бісаро                           |
| 40-ва (2015) | • La Bûche de Noël                        |                                   | Венсан Патар та Стефані Об'є            |
| 40-ва (2015) | • La Petite Casserole d'Anatole           | Маленька каструлька Анатоля       | Ерік Моншо                              |
| 41-ша (2016) | • Le Repas dominical                      | Недільна їжа                      | Селін Дево                              |
| 41-ша (2016) | • La Nuit américaine d'Angélique          | Американська ніч Анжеліки         | П'єр-Еммануель Лієт, Жоріс Клерте       |
| 41-ша (2016) | • Sous tes doigts                         | Під твоїми пальцями               | Марі-Крістін Куртес                     |
| 41-ша (2016) | • Tigres à la queue leu leu               | Тигри вервечкою                   | Бенуа Ш'ю                               |
| 42-га (2017) | • Celui qui a deux âmes                   | Той, хто має дві душі             | Фабріс Луанг-Вія                        |
| 42-га (2017) | • Journal animé                           | Анімаційний журнал                | Донато Сенсуан                          |
| 42-га (2017) | • Peripheria                              | Периферія                         | Давид Кокар-Дассе                       |
| 42-га (2017) | • Café froid de François Leroy            | Холодна кава Франсуа Леруа        | Стефані Лонсак                          |
| 43-тя (2018) | • «Дідусь морж»                           | Pépé le morse                     | Люкрес Андреа                           |
| 43-тя (2018) | • «Майбутнє лисе»                         | Le Futur sera chauve              | Поль Кабон                              |
| 43-тя (2018) | • «Сад опівночі»                          | Le Jardin de minuit               | Бенуа Ш'ю                               |
| 43-тя (2018) | • «Я хочу, щоб Плутон був планетою знову» | I Want Pluto To Be A Planet Again | Марі Амашукелі та Владимир Мавунія-Кука |
| 44-та (2019) | • «Погана дівчинка»                       | Vilaine fille                     | Айс Карталь                             |
| 44-та (2019) | • «Смерть, батько і син»                  | La Mort, père et fils             | Дені Валгенвіц та Winshluss             |
| 44-та (2019) | • «У серці тіні»                          | Au coeur des ombres               | Моніка Сантос та Еліс Ґімараєш          |
| 44-та (2019) | •                                         | Raymonde ou l'évasion verticale   | Сара ван ден Бум                        |